# Rio

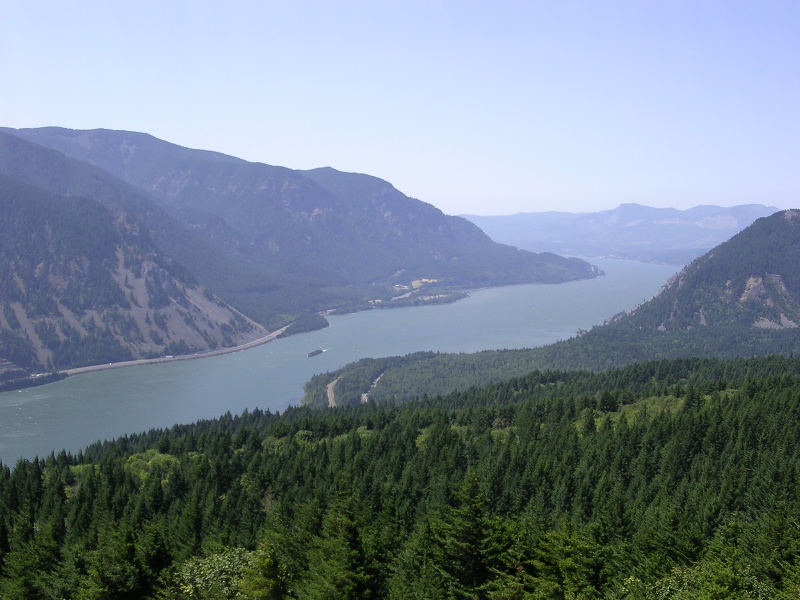
Rio Columbia, nos Estados Unidos

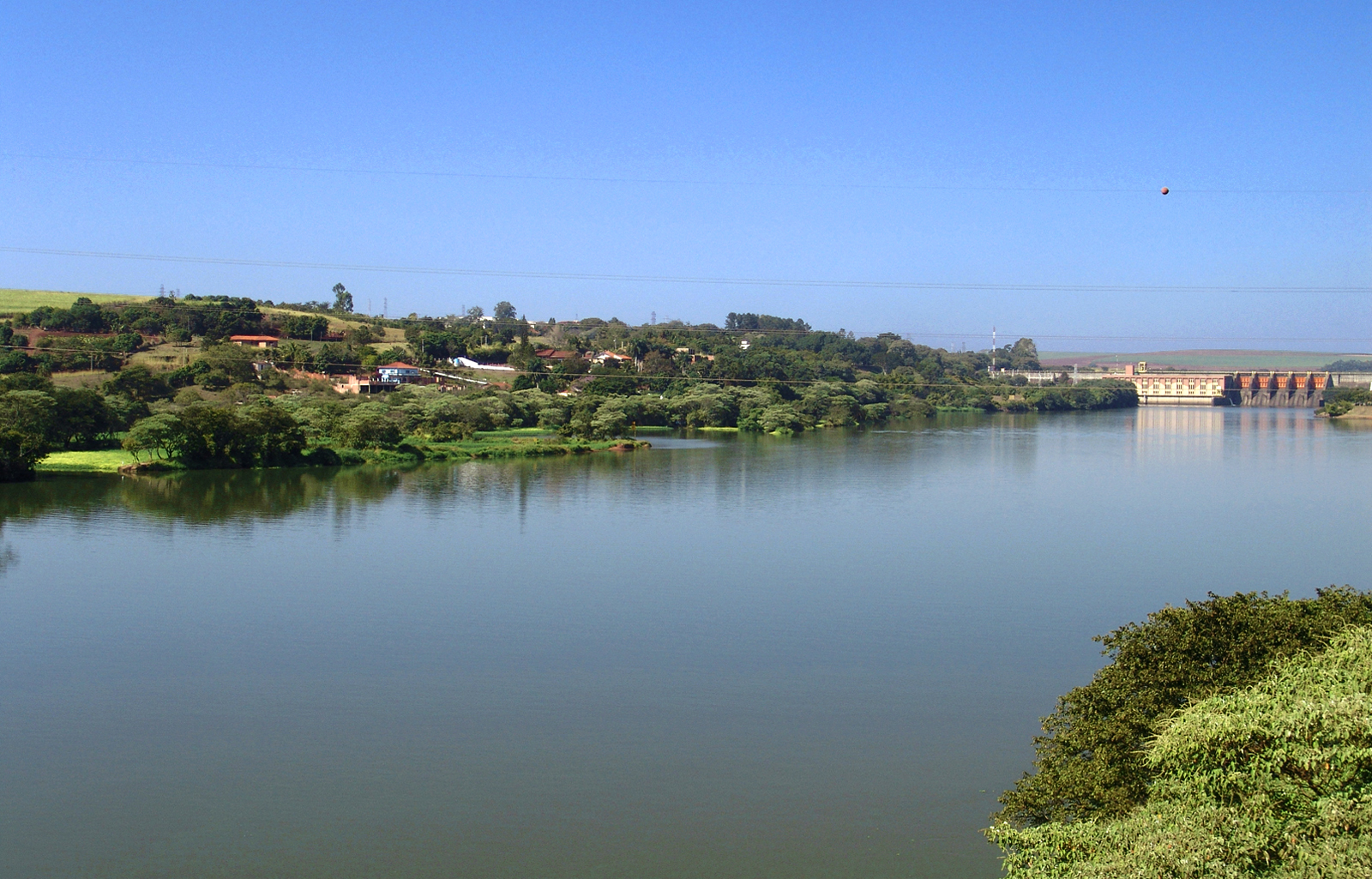
Rio Tietê em Barra Bonita

Rio (do latim rivus) é um curso de água, usualmente de água doce, que flui por gravidade em direção a um oceano, um lago, um mar, ou um outro rio. Em alguns casos, um rio simplesmente flui para o solo ou seca completamente antes de chegar a um outro corpo d'água. Pequenos rios também podem ser chamados por outros nomes, incluindo córrego, canal, riacho, arroio, riachuelo ou ribeira. Não existe uma regra geral que define o que pode ser chamado de rio, embora em alguns países ou comunidades, um fluxo pode ser definido pelo seu tamanho. Muitos nomes de rios de pequeno porte são específicos para a sua localização geográfica. Um exemplo é o termo "burn", usado na Escócia e no Nordeste da Inglaterra. Às vezes um rio é considerado maior do que um afluente, mas isso nem sempre é o caso, por causa da imprecisão na linguagem.
O rio faz parte do ciclo hidrológico. A água de um rio é geralmente coletada através de escoamento superficial, recarga das águas subterrâneas, nascentes, e a liberação da água armazenada em gelo natural (por exemplo, das geleiras).

## Transportes
Muitos rios são utilizados para transporte, chamado transporte fluvial.

## Problemas sociais

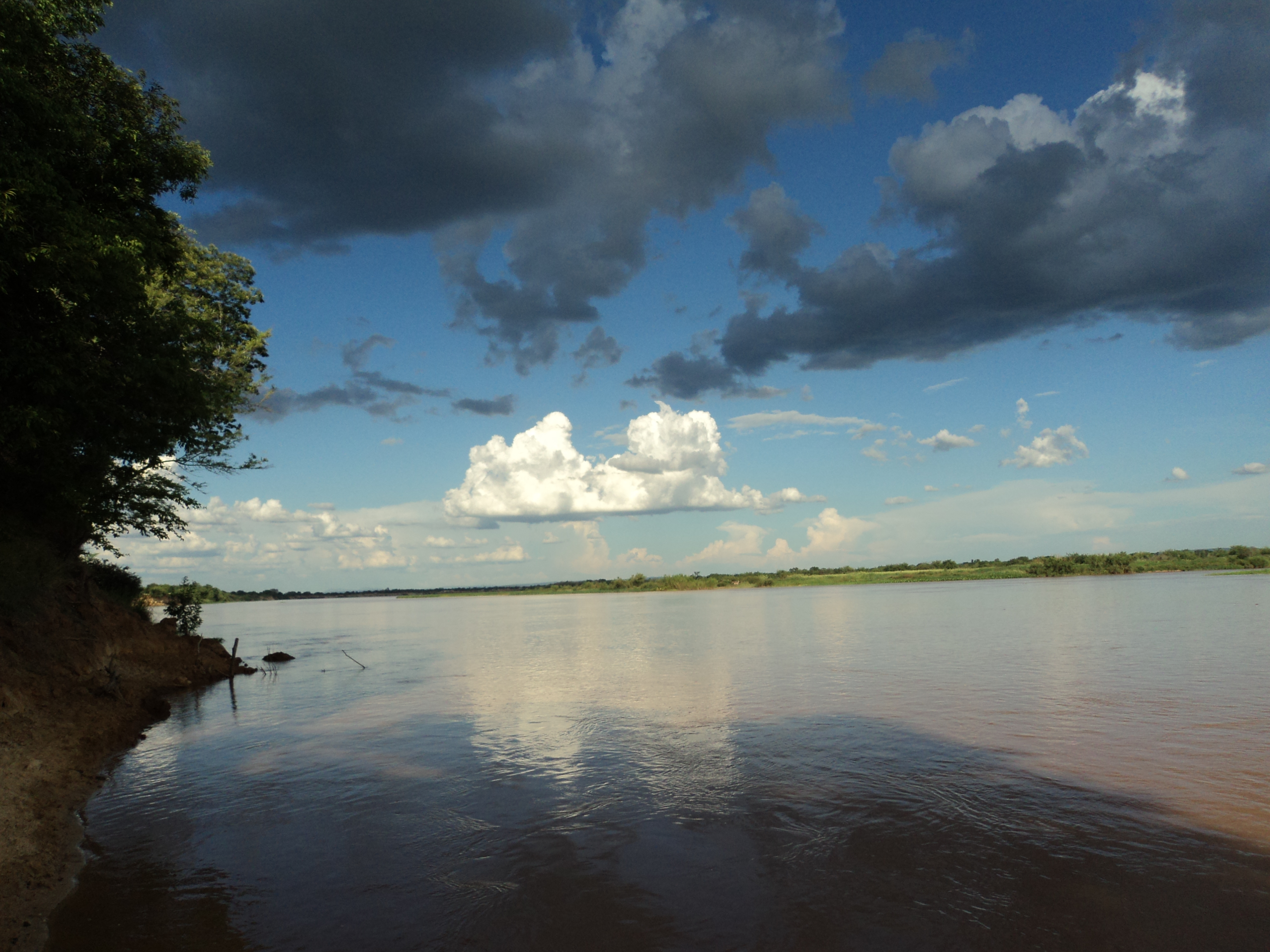
O rio São Francisco, em Sítio do Mato, na Bahia, Brasil

Com o aumento da população mundial e ocupação desenfreada para industrialização e moradia de terrenos ribeirinhos, surgiu um problema grave no meio ambiente: a poluição fluvial, que pode provocar danos irreversíveis ao rio, provocando a morte e até a extinção por completo de espécies de peixes.
Isso somado à clássica iniciativa nociva de aterrar pântanos e banhados gera a cada temporada de chuvas, nas margens de rios e próximo a elas, o problema da enchente, que desabriga muitas famílias repetitivamente a cada ano.

## Tipos
Quanto às águas, os rios podem ser de três tipos: rios de águas brancas, rios de águas claras e rios de águas pretas.

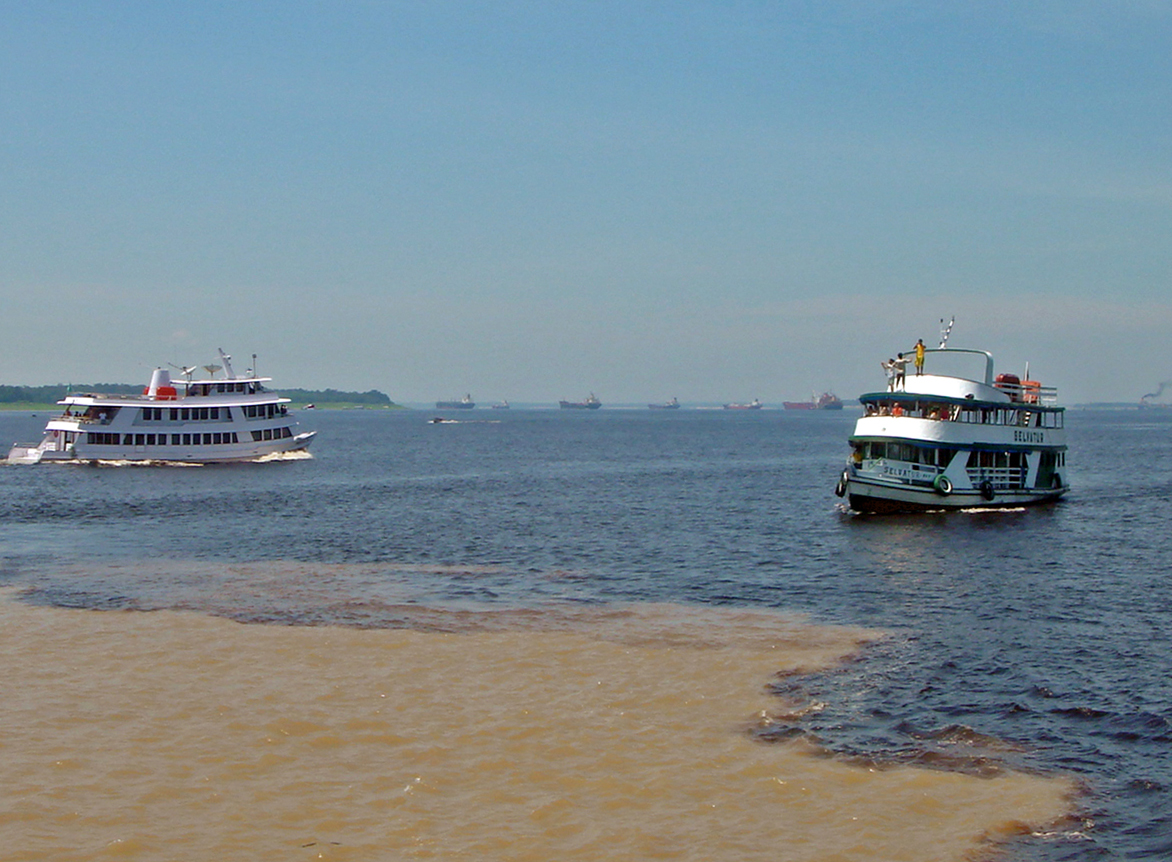
O Encontro das Águas na confluência dos rios Solimões e Negro, perto de Manaus

## Ecologia
Apesar de cobrirem menos de 1% da superfície da terra, os rios e os lagos, albergam cerca de 17 000 espécies de peixe, o que representa um quarto de todos os organismos vertebrados conhecidos no planeta.

## Elementos de um rio
- Afluente é o nome dado aos rios menores que desaguam em rios principais.
- Confluência Termo que define a junção de dois ou mais rios ou ainda a convergência para um determinado ponto.
- Foz é o local onde desagua um rio, podendo dar-se em outro rio, em um lago ou no oceano.
- Jusante é qualquer ponto ou seção do rio que se localize depois (isto é, em direção à foz) de um outro ponto referencial fixado.
- Leito Local onde o rio corre. É o solo que fica entre as margens, por onde as águas do rio escorrem.
- Margem As laterais do curso do rio que delimitam sua largura. Virado para jusante tem-se à direita a margem direita e à esquerda a margem esquerda.
- Montante é qualquer ponto ou seção do rio que se localize antes (isto é, em direção à nascente) de um outro ponto referencial fixado.
- Nascente é o ponto onde se originam as águas do rio.
- Talvegue é a linha que se encontra no meio da região mais profunda de um rio e onde a corrente é mais rápida.
- Tipos de drenagem
- Vau Lugar, em que a água é tão baixa que se pode transitar a pé.[7]